# Ochridacyclops coreensis
Ochridacyclops coreensis is een eenoogkreeftjessoort uit de familie van de Cyclopidae. De wetenschappelijke naam van de soort is voor het eerst geldig gepubliceerd in 2004 door Lee, Jeon & Chang.